# 萨哈林陆架计划
萨哈林陆架计划（俄语：Сахали́нские ше́льфовые прое́кты）是一系列在鄂霍次克海、日本海及鞑靼海峡毗邻萨哈林岛的大陆架开发碳氢能源计划的总称。在萨哈林的陆架总共上发现九个含油气段，总共储量1.19万亿立方米天然气，3.94亿吨石油及8.85千万吨凝析气。